# Valore vero
Il valore vero è il valore che caratterizza una grandezza perfettamente definita, a delle specifiche condizioni di contorno.
Specificare le condizioni di contorno è necessario in quanto, al loro variare (esempio le condizioni ambientali) si può alterare l'oggetto della misura, e di conseguenza il valore della grandezza in esame.
Va comunque sottolineato che il valore vero di una grandezza è un concetto ideale e non può essere noto con esattezza. Già teoricamente, per gli effetti del principio di indeterminazione di Heisenberg, si preclude l'esistenza di un valore vero perfettamente definito. A questo si aggiunge che, nella pratica, è impossibile il perfetto controllo di tutte le possibili condizioni di contorno ed è impossibile avere strumenti di misura infinitamente accurati.
Ciononostante ancora oggi, per la sua praticità, si usa il concetto di valore vero nella sua forma rielaborata di valore convenzionalmente vero.

## Valore convenzionalmente vero
Il valore convenzionalmente vero è il valore di una grandezza che, in particolari casi, può essere considerato valore vero. In generale, per un determinato scopo, si ritiene che il valore convenzionalmente vero sia abbastanza vicino al valore vero, da poter considerare la differenza come trascurabile.
Quando il concetto di valore convenzionalmente vero è applicato ad una grandezza che caratterizza un oggetto, e questa può essere considerata stabile, il valore vero viene definito valore nominale dell'oggetto. Un esempio può essere il valore nominale di un peso campione o di un blocchetto pianparallelo.

## Valore vero in metrologia
Sebbene negli usi più comuni un valore vero può essere considerato come caratterizzato dal solo valore, dal punto di vista strettamente metrologico, ad esso è comunque sempre assegnata una certa incertezza di misura.
Le fonti di questa incertezza sono molte; ad esempio:
- impossibilità d'assicurare l'assoluta assenza di errori nella misurazione;
- impossibilità di avere strumentazione reale, infinitamente precisa;
- impossibilità di un perfetto controllo delle condizioni di contorno, che modificano il misurando;
- instabilità propria presente in minima parte in praticamente tutti i misurandi, legata alla natura della grandezza misurata;
- effetti quantistici su materia ed energia.

Ad esempio, persino il chilogrammo campione del SI (che fino al 2019 costituiva il campione materiale per la definizione della massa) ha associata un'incertezza, che deriva dalle attuali capacità metodologiche e strumentali di fare confronti tra masse.
Pertanto, ad un valore convenzionalmente vero di una grandezza viene comunque attribuita un'incertezza di misura, valutata come somma di tutti i contributi d'incertezza che possono aver influito sull'esatta determinazione del suo valore.